# Muzeul Național de Istorie Naturală Smithsonian
Muzeul Național de Istorie Naturală este un muzeu de istorie naturală administrat de Institutul Smithsonian, situat pe National Mall în Washington, D.C., Statele Unite. Acesta are intrare gratuită și este deschis 364 de zile pe an. În 2016, cu 7,1 milioane de vizitatori, a fost al unsprezecea cel mai vizitat muzeu din lume și cel mai vizitat muzeu de istorie naturală din lume. Deschis în 1910, muzeul de pe National Mall a fost una dintre primele clădiri Smithsonian construit exclusiv pentru a deține colecții naționale și facilități de cercetare. Clădirea principală are o suprafață totală de 140.000m2 cu 30.200m2 de spațiu expozițional și spațiu public și unde lucrează peste 1.000 de angajați.
Colecțiile muzeului conțin peste 145 de milioane de exemplare de plante, animale, fosilel, minerale, roci, meteoriți, rămășițe umane și artefacte  culturale, cea mai mare colecție de istorie naturală din lume.  Este, de asemenea, locul de muncă, pentru aproximativ 185  oameni de știință profesioniști ai istoriei naturale — cel mai mare grup de oameni de știință dedicat studiului istoriei naturale și culturale din lume.

## Galerie

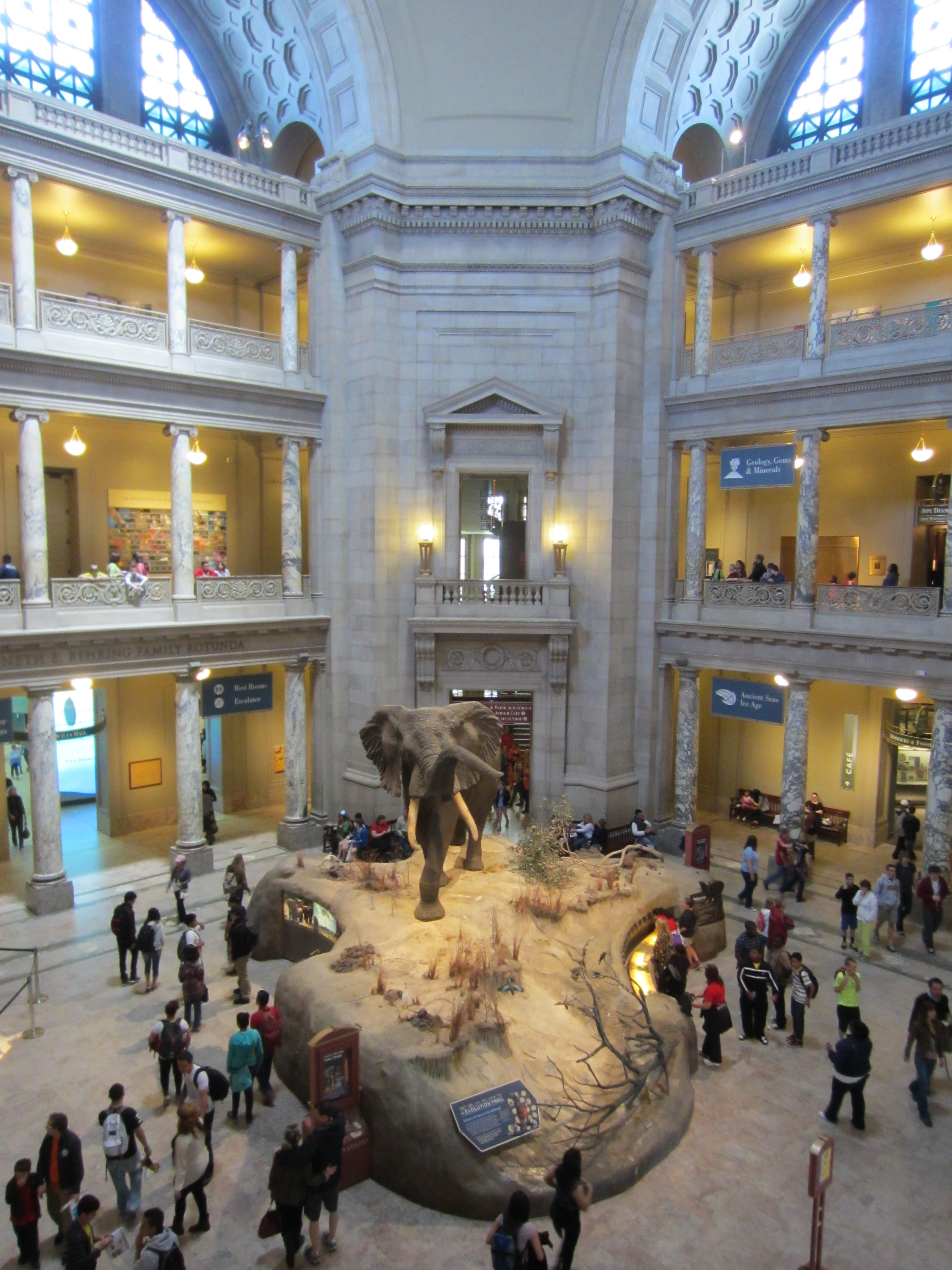
Rotunda în timpul zilei
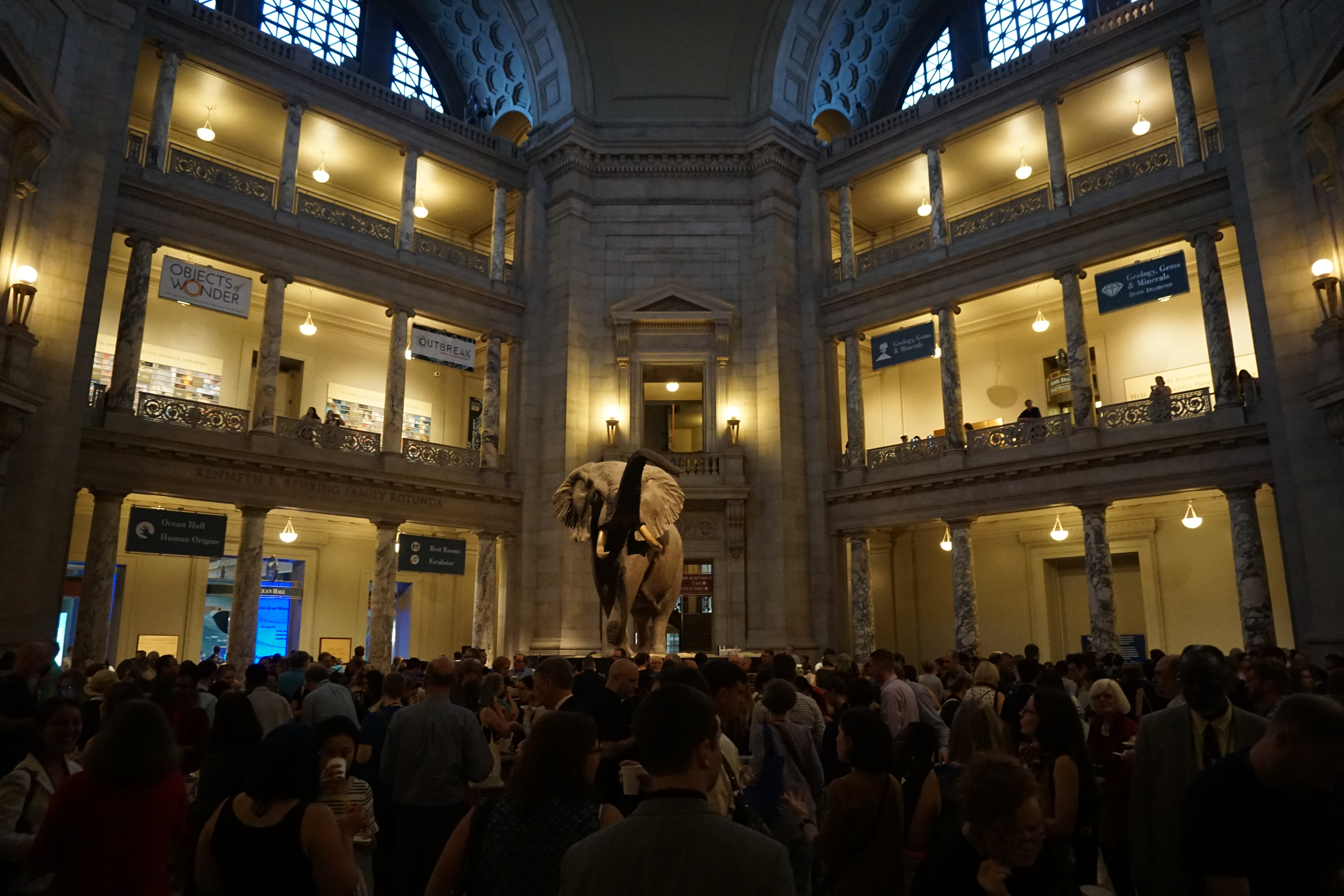
Rotunda pe timp de noapte
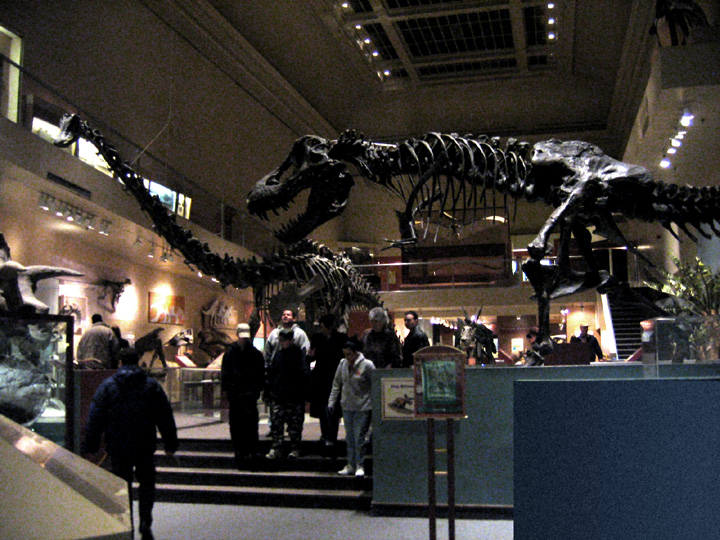
Vechea Sală a Dinozaurilor
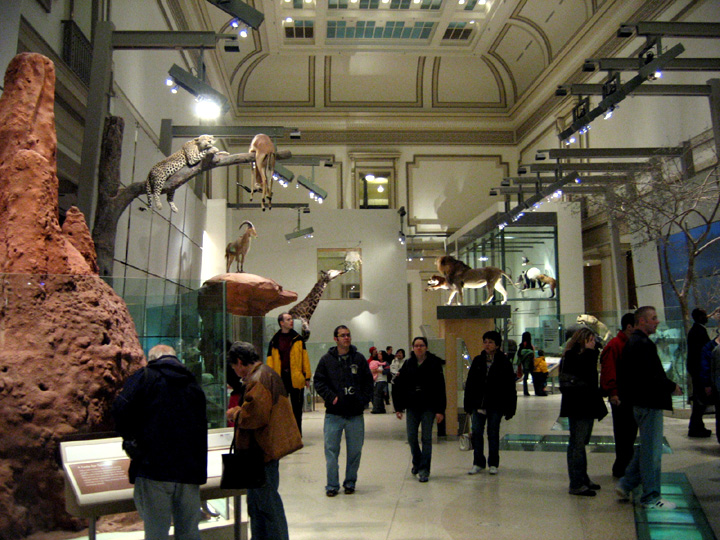
Sala mamiferelor
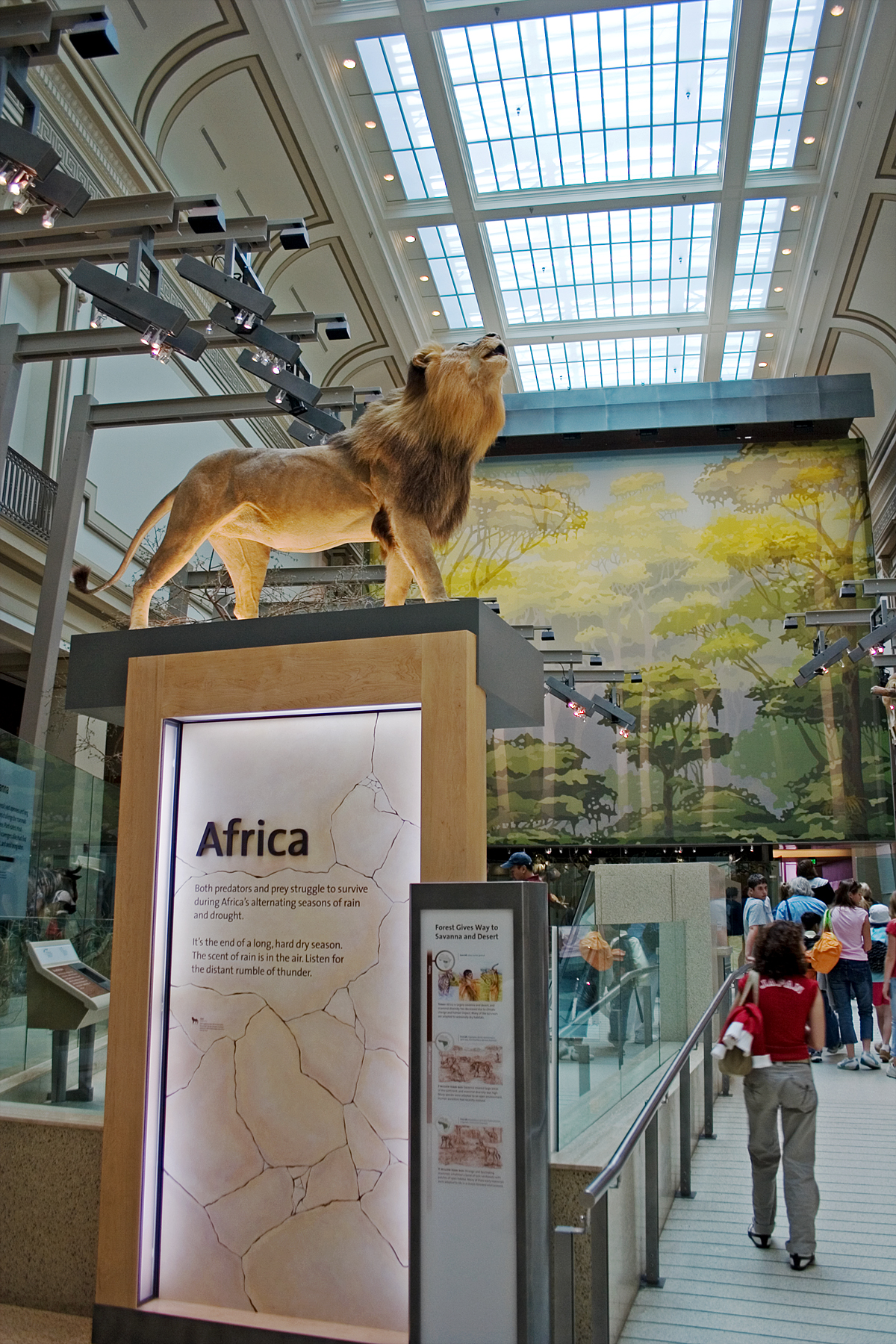
Sala mamiferelor
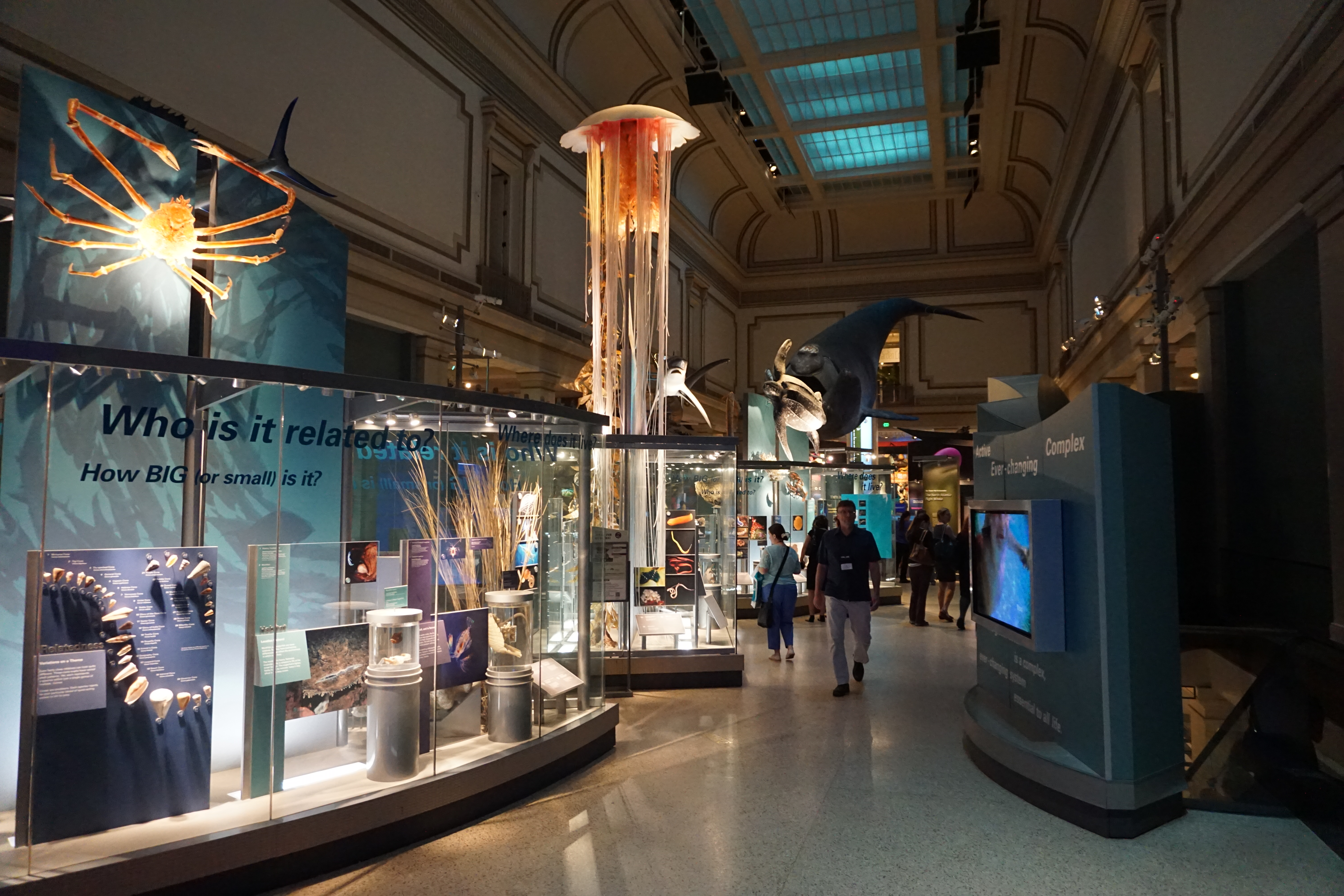
Sala vieţii oceanice